# 波尼法喬三世 (托斯卡納)
波尼法喬三世（Bonifacio III，985年—1052年），托斯卡納藩侯，1027年至1052年在位。他是卡諾沙的泰達爾多之子，卡諾沙家族成員。
1027年波尼法喬支持義大利國王康拉德二世當選神聖羅馬皇帝，康拉德二世讓他成為托斯卡納藩侯，使他成為北義大利最強大的諸侯。他娶了上洛林公爵腓特烈二世的女兒貝亞特麗絲，他們的女兒是著名的卡諾莎的瑪蒂爾達。